# Aleksandar Tonev
Aleksandar Antonov Tonev, född 3 februari 1990 i Elin Pelin, Bulgarien, är en bulgarisk fotbollsspelare som spelar för bulgariska Botev Plovdiv. Han spelar också för Bulgariens landslag.